# 第五次全俄罗斯苏维埃代表大会
第五次全俄罗斯工人、农民、士兵与红军代表苏维埃代表大会是于1918年7月4日至10日在俄罗斯莫斯科莫斯科大剧院召开的全俄罗斯苏维埃代表大会，此次大会有1164位代表参加，其中包括布尔什维克、左翼社会革命党、亚美尼亚革命联盟、右派社会革命党。期间因发生左翼社会革命党起义，左翼社会革命党等非布尔什维克代表遭逮捕。会议期间，斯维尔德洛夫、列宁、瞿鲁巴等人先后作报告，大会还通过了《1918年苏俄宪法》。